# Luis Ernesto Gómez
Luis Ernesto Gómez Londoño (Medellín, 27 de octubre de 1981) es un economista, politólogo, historiador y político colombiano. Fue secretario de Gobierno de Bogotá desde el 1 de enero de 2020 hasta el 11 de enero del 2022, después pasó a ser Jefe de Gabinete de la alcaldía, cargo al que renunció el 21 de mayo de 2022.Actualmente, es docente, empresario y panelista de opinión en Mañanas Blu, el programa radial que analiza y debate sobre la actualidad de Colombia y el mundo en una franja que conjuga información y opinión en Blu Radio y Caracol Televisión. 

## Biografía
Luis Ernesto Gómez nació el 27 de octubre de 1981 en Medellín, Antioquia. Sus padres son Martha Lucía Londoño y  Alberto Gómez y su hermana es Ana María Gómez Loñdoño. Estudió en la Universidad Humboldt de Berlín, Alemania a razón de la gratuidad de la educación, luego de abandonar su país movido por una crisis económica familiar y el fallecimiento de su padre. A los 4 años de estar cursando su carrera realizó la pasantía en el Parlamento Alemán, donde luego trabajó como asesor de la Asamblea Parlamentaria Germano - Suramericana y la Comisión Económica del Parlamento. Después recibió su título de magíster en Administración y Política Pública de la Escuela de Economía y Ciencia Política de Londres.

## Trayectoria laboral
Luego de acompañar en las elecciones de 2010 al entonces director del partido liberal Rafael Pardo, es nombrado  como Jefe de Planeación del Ministerio de Trabajo. Desde allí impulsó la ley 1636 e implementó la Unidad del Servicio Público de Empleo, convirtiéndose en su primer director. Posteriormente acompañó en 2010 la candidatura a la Presidencia de Rafael Pardo. En el 2015 fue nombrado como viceministro de Trabajo, donde creó el programa de 40 mil primeros empleos y la Ley Pro-joven para la empleabilidad juvenil en colombiana. Posteriormente fue designado como viceministro del Interior, cargo en el que impulsó la implementación normativa del proceso de paz y de amnistía de los grupos guerrilleros, de continuidad de su rol en defensa del plebiscito en 2015. Hizo campaña por el SÍ en el plebiscito por La Paz y acompañó el proceso de movilizaciones estudiantiles que permitieron la reapertura de los diálogo. Además impulsó iniciativas de participación ciudadana con el uso de nuevas tecnologías y el programa #CausasCiudadanas. En 2017 asistió a la Asamblea General de las Naciones Unidas en representación de Colombia para conversar sobre los pueblos indígenas y el proceso de paz. Se ha desempeñado como docente en la Maestría de Derecho Laboral de la Pontificia Universidad Javeriana y en la de Gobierno y Política Pública de la Universidad Externado de Colombia desde 2010.
En 2018 abandonó su cargo como viceministro e hizo campaña por la candidatura presidencial del político liberal Humberto de la Calle. Ese mismo año, tras la derrota de Humberto de la Calle y la adhesión del oficialismo liberal a la coalición de gobierno encabezada por el Presidente Iván Duque, renunció a su militancia en el Partido Liberal aduciendo que la colectividad ya no representaba los idearios políticos y las libertades individuales que había defendido durante años. En el 2019 se lanzó como candidato a la Alcaldía de Bogotá por firmas en representación del grupo significativo de Ciudadanos "Activistas".
Desde el 1 de enero de 2020, desempeñó el cargo de Secretario de Gobierno de Bogotá. Más tarde pasaría a ser Jefe de Gabinete de la alcaldía, cargo al que renunció el 21 de mayo de 2022 a través de un comunicado en su cuenta de Twitter.

## Publicaciones
Es el autor del libro “Googlecracia”: Gobierno, Campañas y Ciudadanos Digitales. Una obra sobre el impacto de la tecnología, el acceso a la información y las redes sociales en la democracia.